# Gare de Collioure
Gare de Collioure – stacja kolejowa w Collioure, w departamencie Pireneje Wschodnie, w regionie Oksytania, we Francji.
Została otwarta w 1878 przez Compagnie des chemins de fer du Midi et du Canal latéral à la Garonne. Jest stacją Société nationale des chemins de fer français (SNCF), obsługiwaną przez pociągi Intercités i TER Languedoc-Roussillon.